# Oryctolagus cuniculus
El conejo común o conejo europeo  (Oryctolagus cuniculus) es una especie de mamífero lagomorfo de la familia Leporidae, y el único miembro actual del género Oryctolagus. Mide hasta 50 cm y su masa puede ser hasta 2.5 kg. Ha sido introducido en varios continentes y es la especie que se utiliza en la cocina y en la cunicultura. Está incluido en la lista 100 de las especies exóticas invasoras más dañinas del mundo de la Unión Internacional para la Conservación de la Naturaleza. Su introducción en Australia es uno de los capítulos más importantes del deterioro causado por especies exóticas invasoras.

## Etimología
El término orycto viene del griego ορυκτός (oriktós ‘[ex]cavado, desenterrado’) y este de ορύσσειν (orýssein ‘cavar’), haciendo referencia a las costumbres excavadoras características de esta especie en estado salvaje, mientras que el término griego λαγός (lagos) significa estrictamente ‘liebre’.
Para descubrir el origen del nombre de la especie, así como de su nombre común, hay que remontarse hasta algunos siglos antes de Cristo. El conejo era un animal desconocido para los griegos y romanos de la Antigüedad que visitaron la península ibérica. El historiador griego Polibio (siglo II a. C.) lo describe por primera vez. Su nombre vernáculo, conejo, proviene del término íbero (o «prerromano», según el Diccionario de la lengua española) kýniklos (κύνικλoς), que después derivó al término latino cuniculus, y al español conejo.

## Descripción

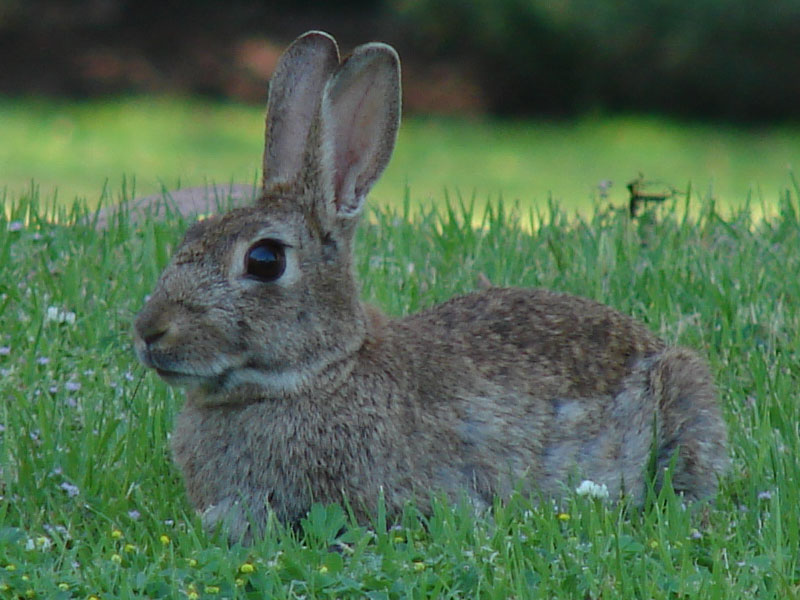
Ejemplar salvaje tumbado

Se caracteriza por tener un cuerpo cubierto de un pelaje espeso y lanudo, de color pardo pálido a gris, cabeza ovalada y ojos grandes. Pesa entre 1,5 y 2,5 kg en estado salvaje. Tiene orejas largas de hasta 7 cm, las cuales le ayudan a regular la temperatura del cuerpo,  y una cola muy corta. Sus patas anteriores son más cortas que las posteriores. Mide de 34 a 50 cm en condiciones favorables, incluso más en razas domésticas. Todas estas características que posee esta especie en estado salvaje pueden variar significativamente según la raza.
Los machos tienen la cabeza más ancha que las hembras.
El conejo salvaje mide de 34 a 50 cm (longitud cabeza y cuerpo), las orejas miden de 4 a 8 cm. Su peso varía de 1,2 a 2,5 kg. Posee una piel de color pardo leonado pelirrojo, a veces colorado que permite su camuflaje para evitar a sus depredadores.
La talla de conejos domésticos varía muchísimo de una raza a la otra. El más grande, el gigante de Flandes, puede alcanzar 8 kg y 80 cm de longitud pero el conejo ariete enano sobrepasa apenas 1 kg, a veces menos para los conejos extra enanos. La piel originalmente es gris beige —a veces con matices negros o pelirrojos—, con el vientre más claro y el fondo de la cola (rabo) blanco, mientras que los conejos domésticos presentan colores muy variados, uniformes, degradados o moteados. Existen cerca de ochenta variedades.
Los dientes de un conejo, particularmente sus incisivos, crecen sin cesar. El conejo debe constantemente desgastar sus dientes con el fin de evitar que se vuelvan demasiado largos (lo que podría por otro lado herirlo).

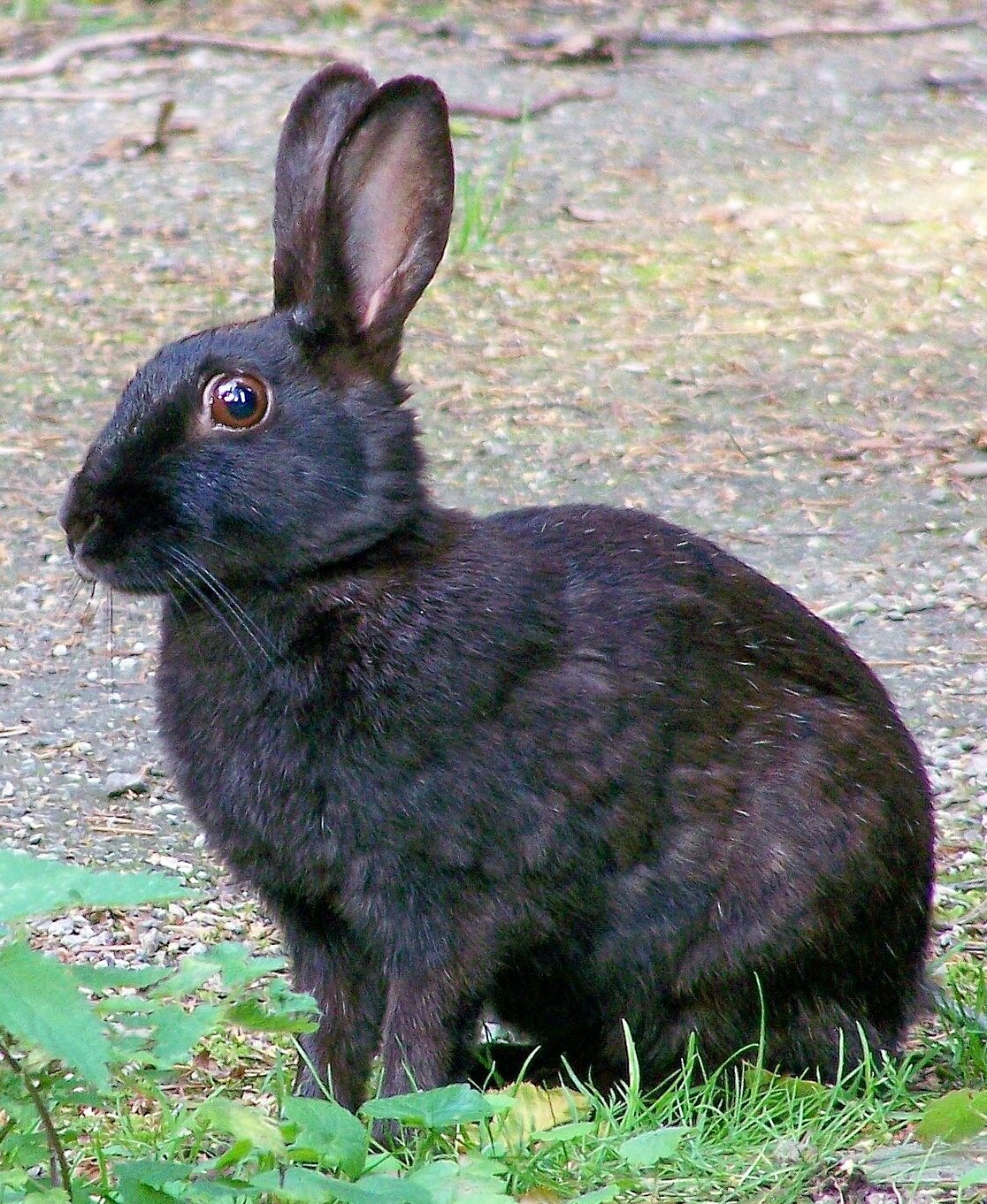
Ejemplar de conejo melánico

## Distribución
Era abundante en el Paleolítico, a juzgar por los restos descubiertos en la península ibérica. En la actualidad, su área de distribución abarca el norte de África y toda Europa hasta Rusia, siendo introducido en muchos lugares del continente con motivos cinegéticos. A lo largo de la historia también ha sido llevado al estado de Washington (Estados Unidos), Chile, Sudáfrica y Australia, donde los conejos cimarrones se han convertido en la principal plaga del país debido a la ausencia de depredadores y competidores naturales.

## Hábitat
Vive en áreas secas próximas al nivel del mar con un suelo arenoso y blando para facilitar la construcción de madrigueras. Habitan en bosques aunque prefieren campos extensos cubiertos por matorrales donde pueden esconderse. Antiguamente también eran frecuentes en tierras de cultivo aunque los nuevos métodos de arado incluyen la destrucción de madrigueras de conejos. A pesar de ello, esta especie se ha adaptado a la actividad humana viviendo en parques, campos de césped o incluso cementerios. En ocasiones se encuentran en cultivos agrícolas donde se alimentan de lechuga, granos o raíces cuyo fin era la ingesta humana.

## Comportamiento
El conejo es un animal gregario y territorial (territorios de menos de 15 m², en ocasiones solo uno o dos). En óptimas condiciones de terreno y alimento prefieren vivir en largas y complejas conejeras o madrigueras. En ellas habitan de seis a diez individuos adultos de ambos sexos. La jerarquía de dominancia es importante en los machos ya que establece quién tiene prioridad para el apareamiento.
Animal de hábitos nocturnos y crepusculares, se alimenta desde que anochece hasta que amanece y pasa la mayor parte del día en su madriguera.
Habitualmente son muy silenciosos pero emiten fuertes chillidos cuando están asustados o heridos. Otros tipos de comunicación son los olores y el contacto físico.
Ante la presencia de un potencial depredador permanece inmóvil intentando pasar desapercibido antes de huir a la carrera hasta un refugio. Este comportamiento provoca muchos atropellos, especialmente durante la noche.
Golpean el suelo con sus patas traseras, y lo pueden hacer varias veces dependiendo de lo exaltados que estén, cuando se enfadan, tienen miedo o cuando las hembras no se dejan cubrir durante la reproducción.

### Alimentación

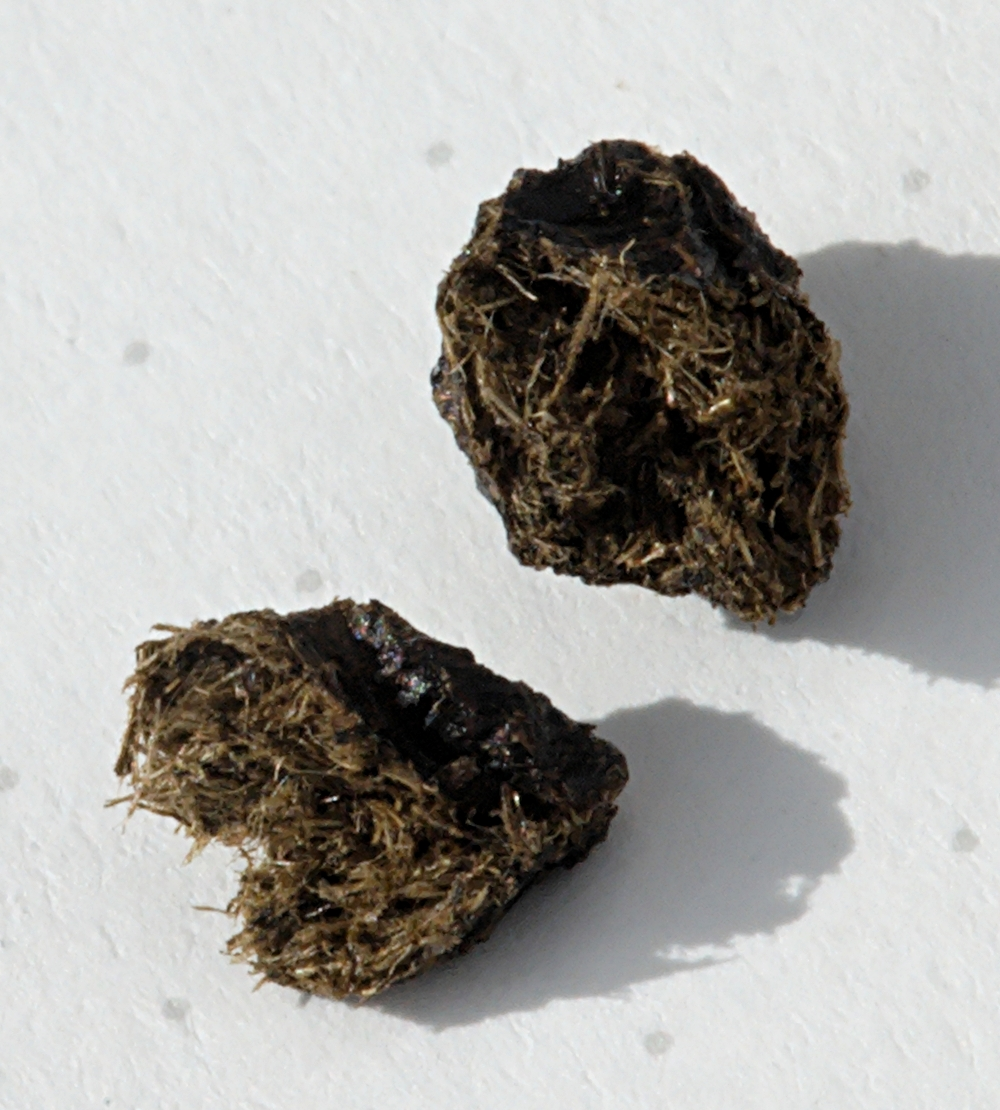
Excrementos finales de un conejo de conejar (los puntos del papel distan 0,5 cm)

La abundancia de la especie, se basa, además de en su capacidad reproductora, en su condición de fitófago con doble digestión, asemejándose a los rumiantes. En efecto, el conejo practica la cecotrofia, de modo que las heces blandas (cecotrofos), ricas en bacterias y proteínas, son reingeridas para un segundo tránsito digestivo. Estos excrementos son más frecuentes por las mañanas, cuando los animales se encuentran en reposo. Como otros lagomorfos, el conejo ha estado considerado mucho tiempo como un rumiante, con los que no tiene ninguna relación; ello se fundamenta en la observación del comportamiento del conejo, que pasa largas horas removiendo las mandíbulas de derecha a izquierda. En realidad, estos movimientos no se explican por la rumia, sino por la alimentación en dos tiempos. Primero, el conejo digiere la hierba que consumió; la celulosa es digerida por las bacterias Anaerobacter a ácidos grasos volátiles que sirven de nutrientes. Resultado de ello son los cecotrofos, excrementos verde oliva, blandos y brillantes que el conejo toma de salida del ano y vuelve a ingerir. Los excrementos finales del conejo son de un marrón oscuro, más gruesos (7 a 12 mm de diámetro) y duros.
En general seleccionan plantas compuestas, leguminosas y gramíneas vivaces de escasa talla y con tendencia a formar céspedes. En invierno su régimen consta de tallos y cortezas de arbustos. Puede cavar la tierra para encontrar raíces, semillas y bulbos; también es capaz de escalar arbustos y matorrales para comer los más jóvenes retoños.
Un adulto consume de 200 a 500 g de plantas al día. Cuando los conejos están presentes en densidad importante, su impacto sobre el medio es importante: traban la reproducción de ciertas especies de plantas, pero también, en consecuencia, de animales.

### Reproducción

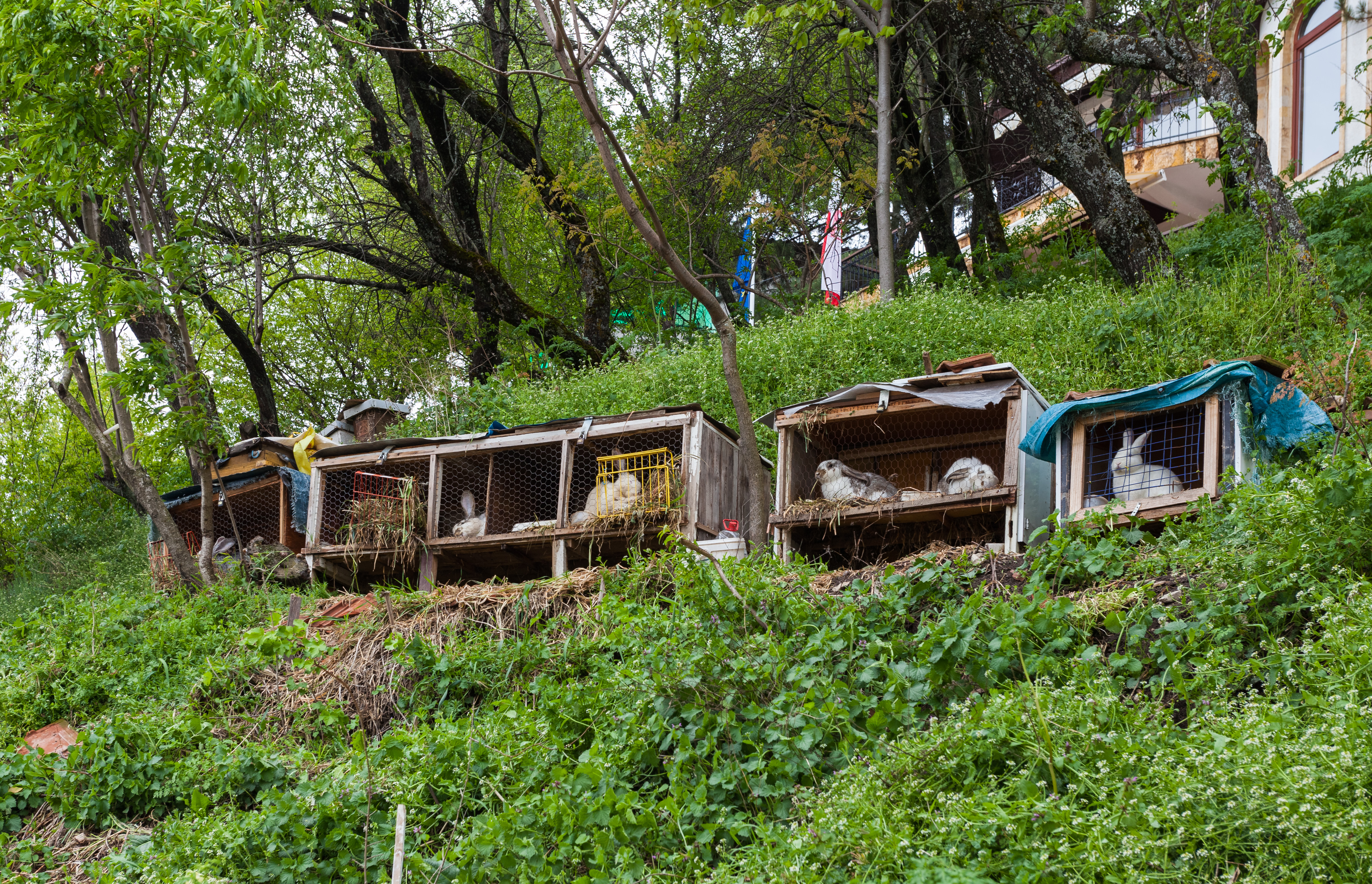
Conejos cautivos en Ohrid, Macedonia

Se considera que una hembra ha alcanzado su pubertad a las diez semanas de vida, aunque no resulta conveniente iniciar su vida reproductiva a esta edad, pues de lo contrario, la hembra no tendría su completo desarrollo corporal y su fertilidad se vería afectada en partos sucesivos, es por ello que se recomienda iniciar la vida reproductiva de las conejas cuando estas han alcanzado los 3 kg de peso aproximadamente (que corresponde a un 80 % de peso vivo adulto en razas productoras de carne), o bien, cuando han cumplido los cuatro meses y medio de edad.
Son fértiles durante todo el año, pero la mayor cantidad de nacimientos se dan durante la primera mitad del año. El periodo de gestación dura treinta y dos días y las camadas oscilan normalmente entre cuatro y doce individuos. Pueden tener varias camadas al año aunque los abortos espontáneos y la reabsorción de embriones son comunes, posiblemente debido al estrés al que esta especie está siempre sometida.
Los neonatos, llamados gazapos, nacen sin pelo y ciegos. La madre solo los visita unos pocos minutos al día para cuidarlos y alimentarlos con su leche. Los pequeños son destetados a las cuatro semanas de vida y tanto machos como hembras alcanzan la madurez sexual hacia los 8 meses de edad. Aunque pueden llegar a vivir diez años, el 90 % de los ejemplares no supera el primer año de vida.
Gran parte del éxito reproductivo del conejo doméstico reside en la ovulación inducida, donde los óvulos solo son liberados en respuesta a la copulación. Por otro lado, la placenta permite un alto grado de contacto entre la circulación materna y la de los fetos, al igual que la humana. Por esto mismo son muy útiles para el estudio de la embriología humana.

## Subespecies
Tradicionalmente se consideran dos subespecies: O. cuniculus cuniculus (Linnaeus, 1758), extendido por toda la península ibérica, y O. cuniculus huxleyi, conocida también como O. cuniculus algirus (Haeckel, 1874), restringido a Galicia, Portugal, suroeste de España y norte de África. Esta última subespecie es más primitiva, pequeña y menos robusta que la primera y se supone que su introducción en África se debe a la acción del hombre. Está protegida en las islas del Mediterráneo y Atlántico.
Se considera que las razas domésticas descienden de la subespecie O. cuniculus cuniculus.

## Amenazas a la conservación

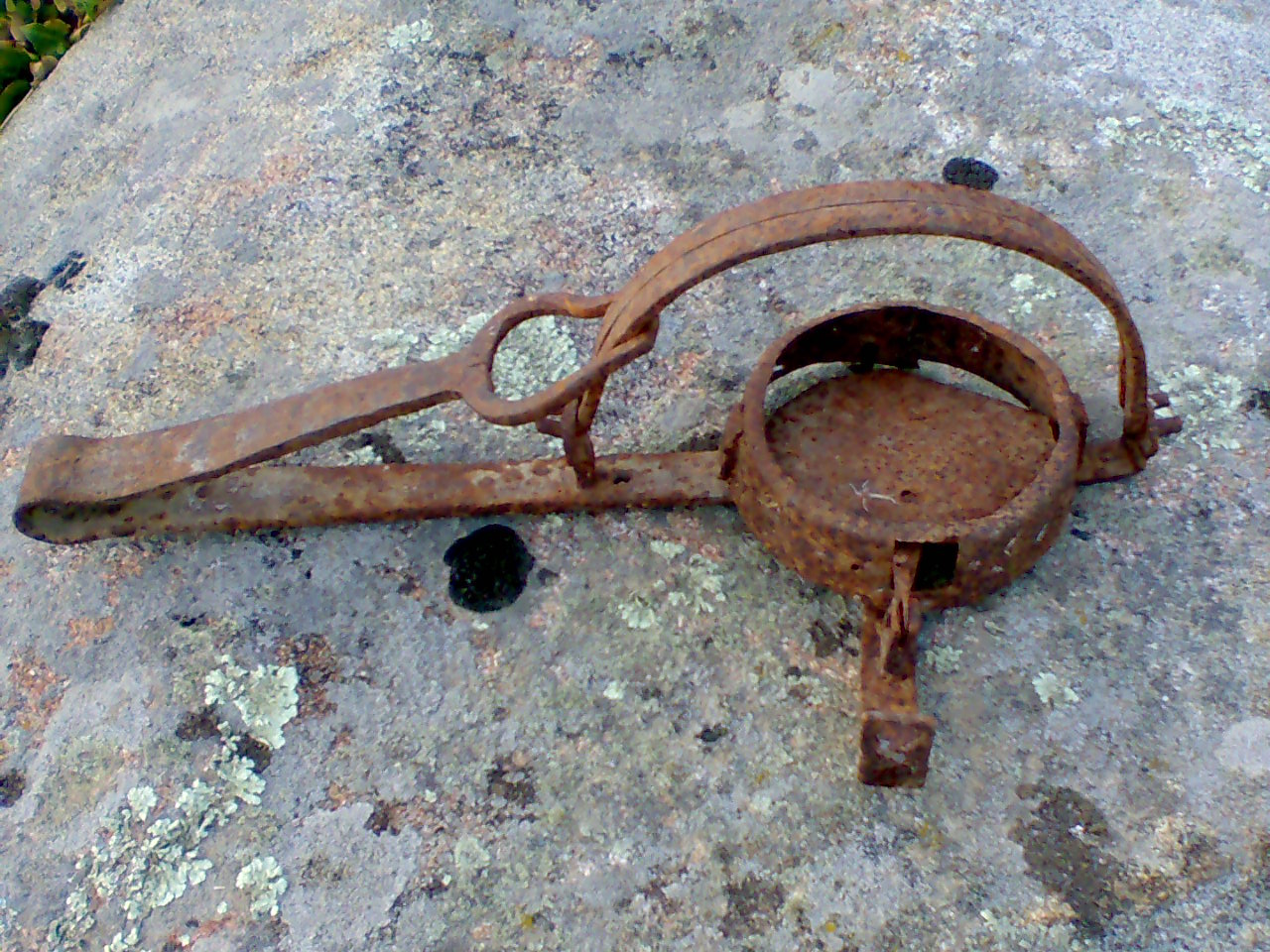
Cepo utilizado para cazar conejos

### Enfermedades de origen vírico
El conejo doméstico constituye una plaga en numerosos países, donde se ha tratado de controlar su número mediante la introducción deliberada de enfermedades contagiosas. El más claro ejemplo es la mixomatosis, introducida en 1950 en Australia y en 1952 en Francia, desde donde se extendió a toda Europa.

#### Tularemia
Enfermedad infecciosa, que se transmite a los humanos, potencialmente grave, causada por la bacteria Francisella tularensis. Es difícil de diagnosticar, ya que no presenta síntomas, tan solo que el animal afectado deja de crecer. Solo se puede diagnosticar con pruebas de laboratorio ya que no presenta sintomatología ni se pueden realizar pruebas veterinarias in situ.

#### Rabia
Es una enfermedad extendida por todo el mundo pero también en muchas zonas del planeta ya está erradicada debido a la existencia de una vacuna efectiva. Aunque es preciso decir que una vez que el animal tiene esta enfermedad no existe cura para ello.

#### Mixomatosis
Es una enfermedad vírica que se transmite a través de vectores (artrópodos hematófagos como garrapatas y pulgas) y en condiciones silvestres presenta nueve días de incubación; la sintomatología de la enfermedad se manifiesta característicamente con una inflamación palpebral. El virus de la mixomatosis terminó con el 90 % de los conejos silvestres y a pesar de los planes de recuperación que se llevan realizando desde los años ochenta, las poblaciones aún no han superado el bache. Como consecuencia de ello, un gran número de especies que se alimentaban de conejos han sido gravemente mermadas, como es el caso del lince ibérico y el águila imperial ibérica. Actualmente se inoculan vacunas en ejemplares silvestres en primavera para contrarrestar el virus. Por otro lado, los conejos han adquirido resistencia y la mortalidad de la enfermedad es ahora menor. Los ejemplares adultos suelen ser resistentes a la mixomatosis por haberla superado de jóvenes.
En Australia surtió el efecto buscado al disminuir el número estimado de conejos desde seiscientos millones hasta alrededor de cien millones. Sin embargo, la resistencia natural de los conejos ha hecho fracasar los posteriores intentos de reproducir el éxito de los años cincuenta, donde la enfermedad fue fatal en el 99 % de los casos. El gobierno australiano se niega a legalizar una vacuna para la mixomatosis, lo que ocasiona numerosas muertes en conejos como mascotas o de uso industrial.

#### Hemorragia vírica
Fue detectada por vez primera en España en 1988 aunque años atrás ya se habían dado casos de la enfermedad en China. Su origen parece estar en una mutación de un virus no patógeno presente en los lagomorfos. Se trata de una enfermedad muy contagiosa que resulta letal en la mayoría de los casos. Los ejemplares jóvenes tienen más posibilidades de sobrevivir a la infección y desarrollar resistencia frente al virus. La vacuna se suministra en primavera y se debe dejar un periodo de dos semanas entre la vacuna de la mixomatosis y la de la hemorragia vírica.
También se pretendió usar el calicivirus causante de la enfermedad en Australia, intentando reproducir el éxito de la mixomatosis. No obstante la enfermedad no fue tan efectiva como habrían esperado, ya que solo el 65 % de los animales infectados murió frente al 99 % de la mixomatosis. En parte se debe a que existe otro calicivirus menos virulento en las zonas húmedas y frías, que inmuniza a los conejos contra la hemorragia vírica. Al contrario que con la mixomatosis, sí existe una vacuna legalizada de la hemorragia vírica en Australia.

### Enfermedades de origen parasitario interno
Destacan la diarrea y la infección por coliformes.

#### Diarreas
Frecuente en conejos pequeños aunque puede afectar a cualquier edad.

#### Infección por coliformes
Es una infección secundaria. Su síntoma principal es la diarrea continua que si no se trata a tiempo puede producir la muerte del animal.

### Enfermedades hereditarias

#### Sobrecrecimiento dental o malformación de acortamiento de la mandíbula
Se da por el crecimiento excesivo de los dientes, ya sean los incisivos superiores o inferiores, esto acaba desplazando la mandíbula o el maxilar hacia atrás por problemas de espacio provocando que el conejo no pueda alimentarse bien y en algunos casos pueda llegar a morir.

## Relación con el ser humano

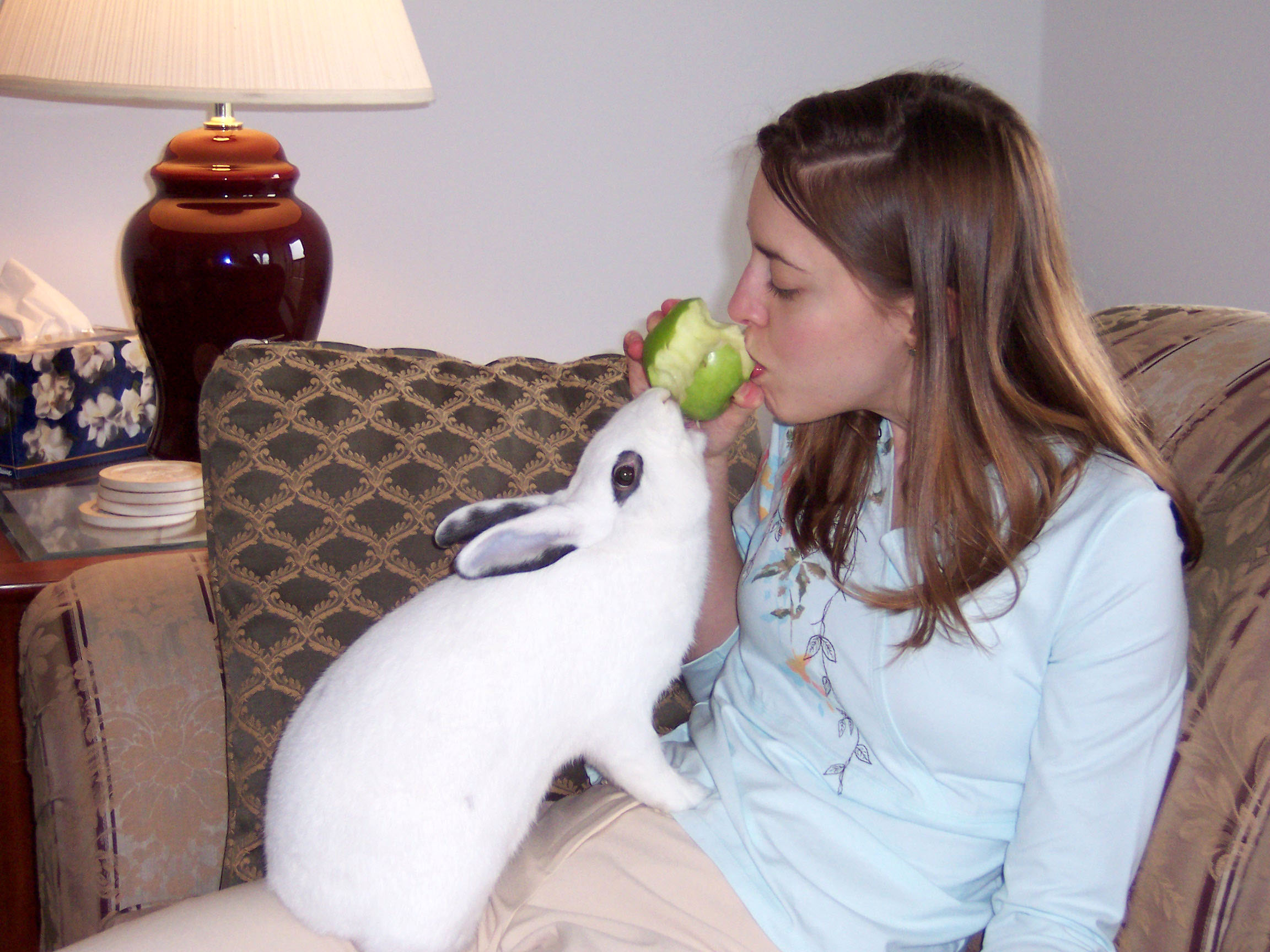
Un conejo de casa y su dueña comparten una manzana

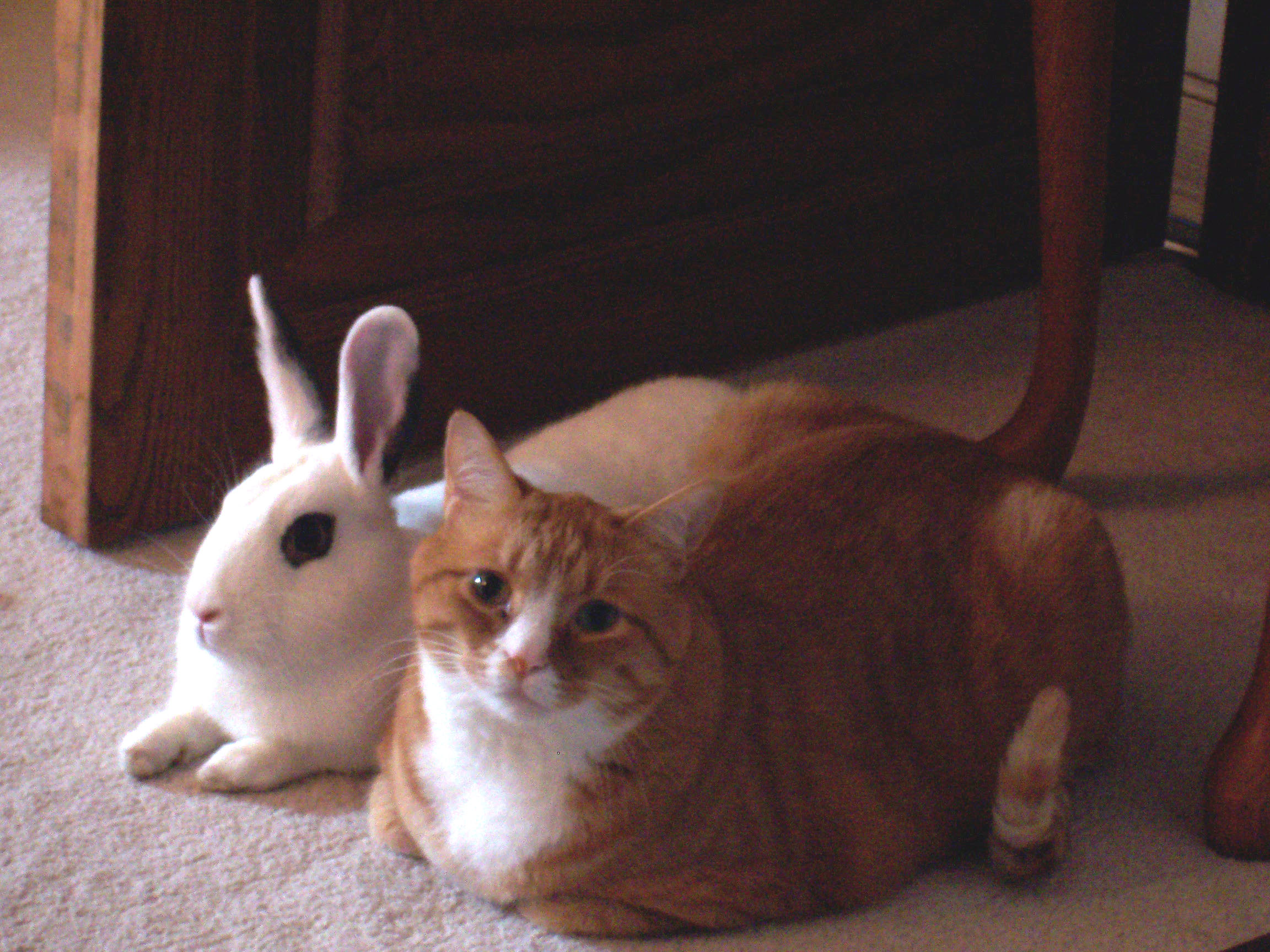
Los conejos de casa suelen llevarse bien con otras mascotas

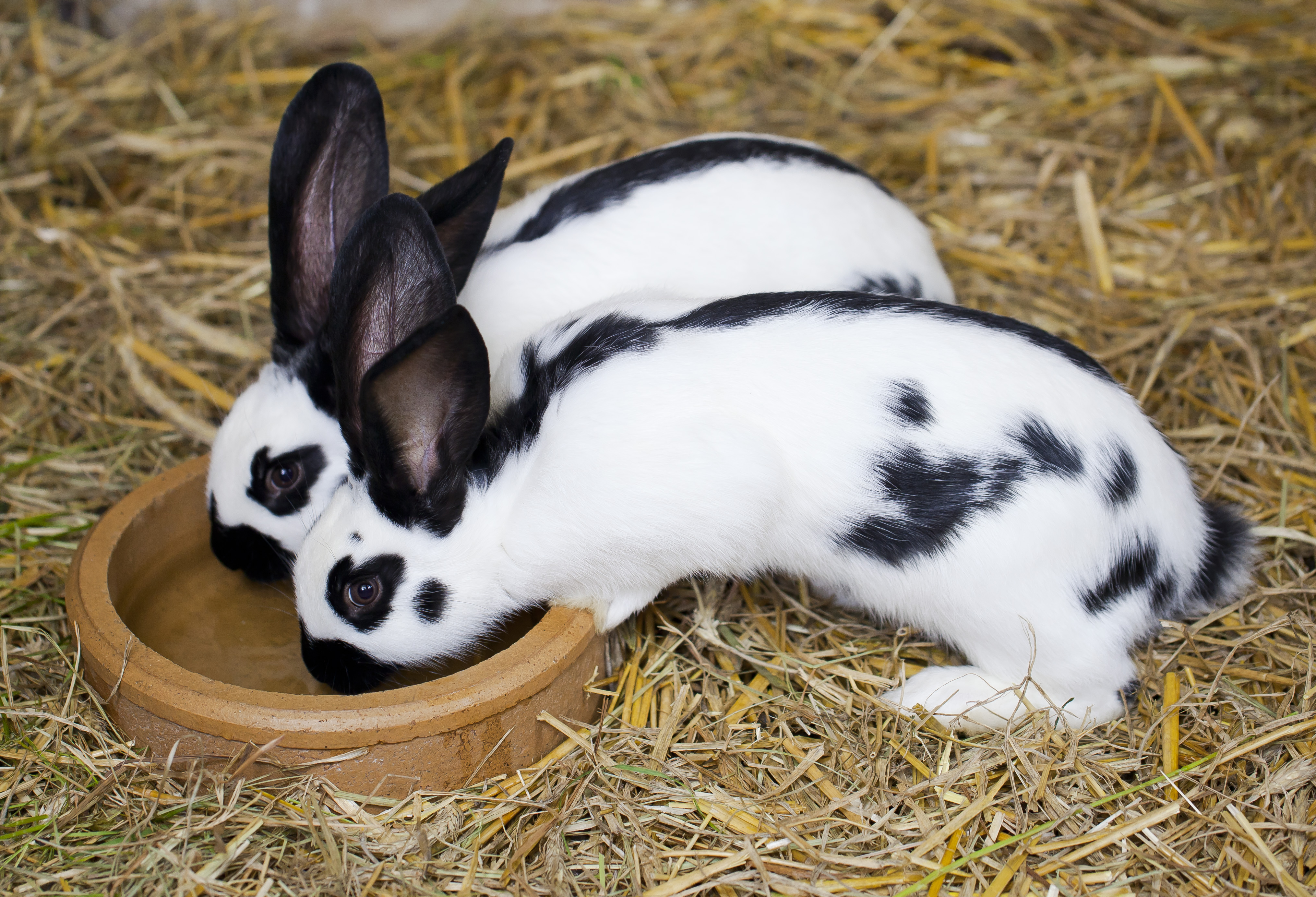
Dos ejemplares en un zoológico

Se llama cunicultura o producción cunícola a la cría sistemática de conejos para su explotación. El conejo puede ser también una mascota que se adapta perfectamente a la compañía del hombre aunque, a diferencia de lo que se piensa es un animal que requiere un esfuerzo por parte de sus cuidadores para proporcionarle unos cuidados, alimentación y alojamiento adecuado, así como una atención veterinaria especializada.
El conejo es explotado como alimento, animal de compañía, animal de exposición, animal de laboratorio, por su piel, para obtener la lana de angora, además de ser una pieza común para los cazadores. 

### Domesticación
Se trata de un animal de relativamente reciente domesticación. En 500 a. C., en China, Confucio describe como sus antecesores domesticaban conejos para alimentación y ofrenda a sus dioses. Hay datos históricos que demuestran que los romanos en el siglo I a. C. ya mantenían conejos en cautiverio con el fin de producir carne. Entre los siglos VI y X, los monjes franceses comenzaron a seleccionar conejos para formar una línea descendente de mayor aptitud cárnica. Dichos monjes tenían por costumbre comer «laurines» en periodo de Cuaresma, ya que estaban incluidos en los «platos acuáticos». Así es como se inició la domesticación de los conejos en los monasterios al sur de Francia hace aproximadamente 1400 años, en ese momento los conejos silvestres estaban restringidos a la península ibérica con Oryctolagus cuniculus cuniculus y Oryctolagus cuniculus algirus; y en Francia colonizada Oryctolagus cuniculus cuniculus.
No obstante, solo a partir del siglo XVI aparecen las primeras variaciones de la capa de pelaje del conejo y las primeras razas pioneras definidas.
Cuando los animales son domesticados se producen cambios a nivel morfológico, fisiológico, reproductivos y de comportamiento. Con los avances de las herramientas genéticas se podría investigar los cambios que sufren los animales en su comportamiento durante las fases de adaptación lo que les permitiera adaptarse y sobrevivir a las condiciones brindadas por el ser humano. Actualmente con el uso de las herramientas genéticas se ha iniciado el estudio de los cambios fenotípicos que los conejos han debido atravesar durante su proceso de domesticación. Es así que al comparar la genética de los animales salvajes de la península ibérica y Francia junto con los animales que ya han pasado por procesos de domesticación se ha estudiado el número de SNP en sitios conservados no codificantes y secuencias codificantes así como la diversidad de nucleótidos dentro de las poblaciones de conejos salvajes. Lo que llega a sugerir a los investigadores de que el conejo es uno de los mamíferos más polimórficos que se han llegado a secuenciar hasta el momento, llegando a establecer que los conejos también haya podido sufrir un tipo de cuello de botella y una reducción de la diversidad genética durante la colonización a la península ibérica y el proceso de domesticación.

## Razas

### Las razas enanas

#### Origen
En el siglo XIX se prohibieron las pieles de armiño, por tanto, hubo que buscarles rápidamente un sustituto. Y este fue el conejo polaco, que era tan pequeño como el conejo silvestre pero con el manto de color blanco y los ojos rojos (albino). Los primeros conejos enanos fueron obtenidos en Inglaterra mediante cruces del conejo Polaco con conejos silvestres, apareciendo la amplia variedad de colores actual. Algunos de estos conejos fueron exportados a los Países Bajos, país del que adoptó el nombre la nueva raza: Neerlandés Enano (Netherland Dwarf).

#### Genética
La denominación «enanos» se refiere no solo a su tamaño, sino también a su condición genética. Los conejos enanos presentan un gen mutante, el gen del enanismo o dwarfismo (DW), que implica un menor crecimiento de sus organismos. Un conejo heterocigoto para el gen del enanismo será un conejo proporcionado, con las orejas cortas, el cuerpo redondeado, las patas cortas y tamaño pequeño. Estos son los ejemplares que se exhiben en exposiciones. Un conejo homocigoto para el gen normal (no enano) carecerá de las características del enanismo, tendrá el cuerpo más grande, orejas más largas y formas menos redondeadas. Por último, un conejo homocigoto para el gen del enanismo, comúnmente llamado «peanut», tendrá una incapacidad para desarrollarse que le causará la muerte al poco tiempo de nacer. Por tanto la propagación de este gen por parte de los criadores no está exento de polémica y de consideraciones éticas, al ser un gen letal.

#### Variedades reconocidas en España
Los conejos de razas enanas se crían por su morfología y carácter como mascotas o animales de exposición. Desde 2012 en España la Asociación Española de Criadores de Conejos Enanos reconoce diez razas de conejos enanos: Holandés Enano, Belier Enano, Belier Miniatura, Angora Enano, Teddy Bear, Polish, Mini Rex, Mini Lion Lop y Mini Cashmere Lop. 
- Holandés enano: También conocido como "Netherland Dwarf". Es la raza más pequeña que existe, alcanzando un peso adulto de aproximadamente un kilogramo (1 kg). Se presenta en una amplia variedad de tonos, desde blanco puro con ojos rojos (REW) o azules (BEW) a negro, azul, naranja, sable o chocolate. Pueden causar confusión debido a la existencia de una amplía variedad.

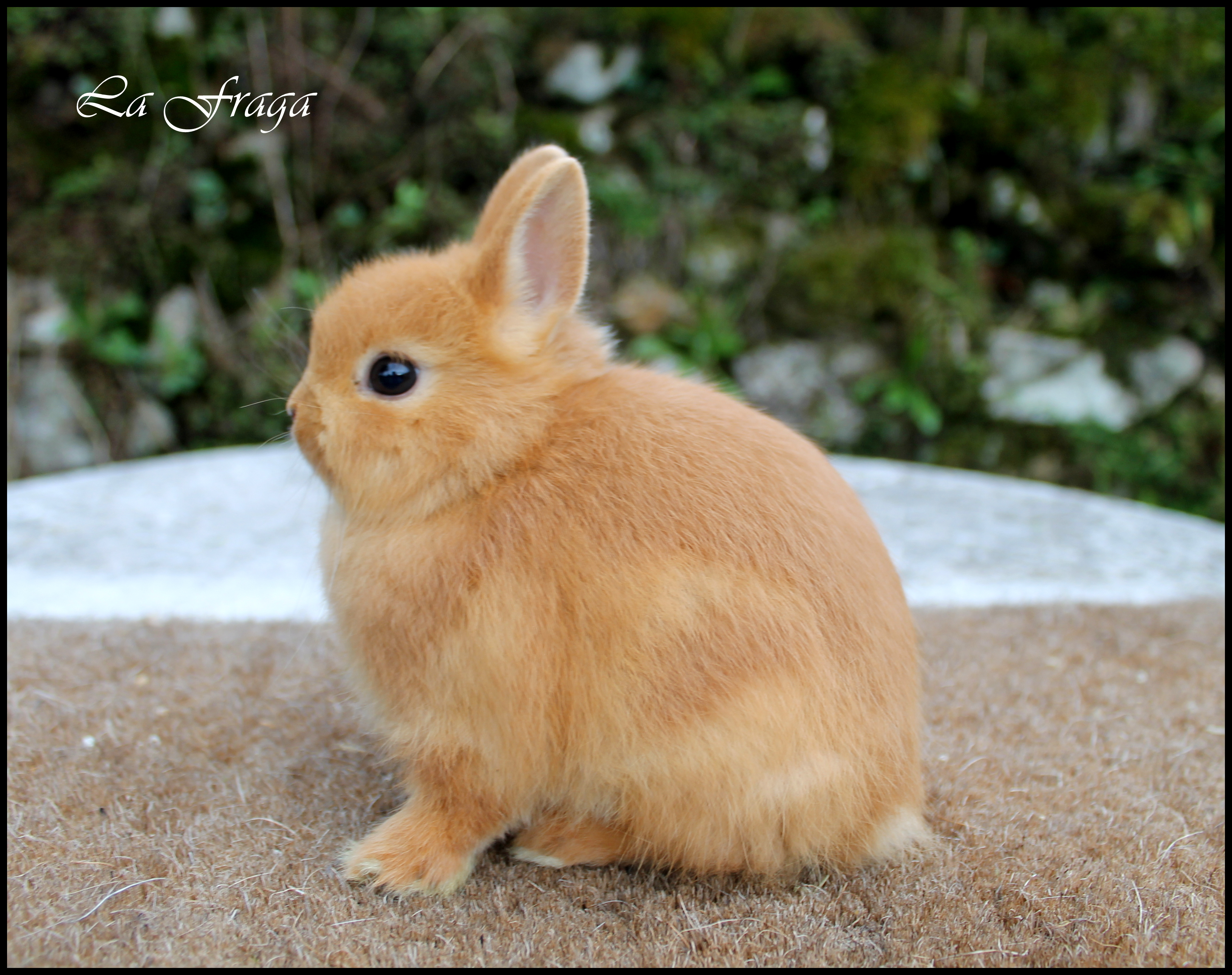
Conejo neerlandés enano

- Belier Enano: Estos se caracterizan por ser la raza más grande de los conejos enanos y la más dócil. Su peso adulto debe situarse entre el 1,900 y 2,381 kg. Se admiten todos los colores reconocidos por la nomenclatura del conejo, menos el gen vienna.

- Mini Lop: Raza creada a partir del belier enano, su peso ideal de adulto es de 1,500-1,600 kg (también es llamado "Belier Miniatura").
- Teddy Dwerg: Es la raza de conejos enanos de pelo largo más pequeña, con un peso que puede ir desde los 800 g hasta el 1,350 kg (el ideal es entre 1 y 1,350 kg, las hembras por debajo del kilo de peso nunca deben criar). Esta raza se caracteriza por su pelaje grueso y lacio, muy diferente del pelo de Angora. Es considerada una raza hermanada con el Teddy Lop y su carácter es simpático y sociable.

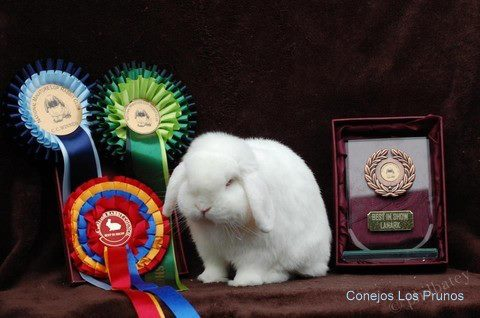
Conejo belier miniatura

- Teddy Lop: La raza de orejas caídas más peluda que existe, el Teddy Lop (también llamado "Teddy Widder") se caracteriza por poseer un pelo abundante, con una buena lana y un pelo de cobertura lacio que, bien cuidado, alcanza los 10 cm de longitud. Esta raza se presenta en todos los colores existentes, incluyendo el gen vienna (VM), aunque son mucho más buscados y apreciados los ejemplares sin este gen. Es una raza de gran personalidad, orgulloso, agradable y regio cuyo peso va desde el 1,200 kg hasta los 2 kg (siendo el ideal 1,500-2 kg, cuanto más cerca del 1,500 kg mejor). A pesar de que, por el pelo, parece un conejo grande en realidad son animales de tamaño pequeño, con una gran musculatura y huesos anchos.

- Lionhead (Cabeza de León): Se caracteriza por presentar una melena alrededor del cuello y una característica "silla de montar" de pelo corto, esta raza es inexistente en España y su peso máximo en la edad adulta es de 1,700 kg. Pueden poseer "melena simple" (menos abundante) y "doble melena" (más abundante y preferible)

- Polish: la primera aparición de este conejo fue en Inglaterra en 1884. Es una de las razas más llamativas por su aspecto de estatuilla, presenta un cuerpo estilizado y fino y orejas largas y erectas. Su peso adulto es de 1,5 kg aproximadamente, midiendo hasta 25 cm. Se suelen utilizar más en concursos y espectáculos que como conejo doméstico debido a que poseen una personalidad extremadamente complicada.

### Razas cárnicas

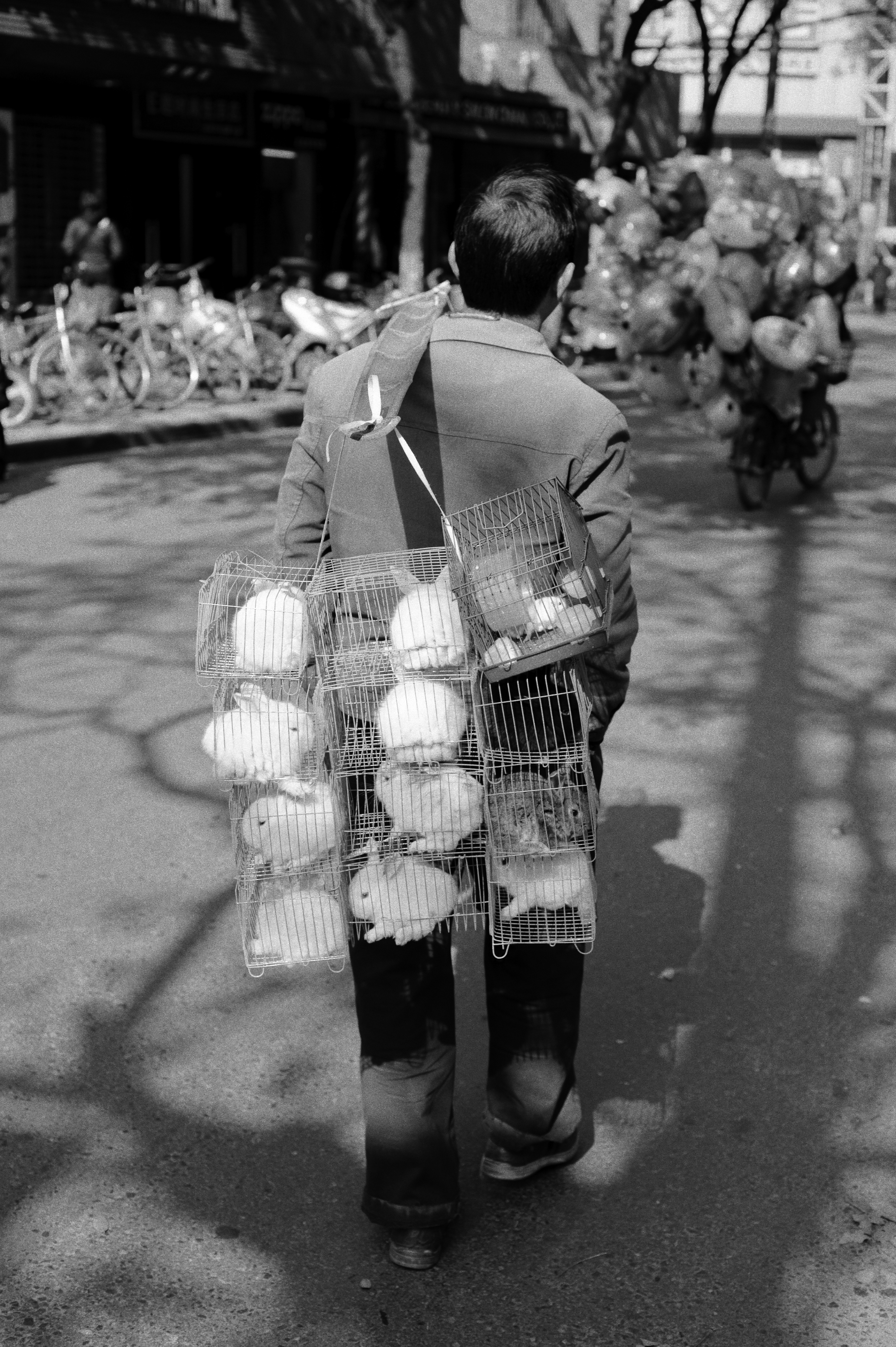
Vendedor ambulante de conejos

- Azul americano y blanco americano: sur de California en Pasadena por Lewis H. Salisbury. Su origen es difícil de clasificar, ya que fueron varias razas las que intervinieron en su formación entre la que podemos destacar la «Beveren». En un principio la raza se llamó azul alemán, pero se renombró al finalizar la Primera Guerra Mundial. Rápidamente, se convirtió en una de las razas de capa azul más populares de la época. Más tarde, en 1925, se introdujo la capa blanca. Pesa de 4 a 5,5 kg. Visto de lejos, su forma recuerda a la de una mandolina. Es un conejo de mediana constitución y cabeza pequeña. Cuerpo largo, hombros bajos, grupa inclinada y lomo ancho musculoso. En un principio esta raza tenía una doble o incluso triple actitud carne-piel-exposición, pero ahora esta raza, al igual que muchas otras, no puede competir con las razas compactas creadas posteriormente como son la «californiana» y «neozelandesa».
- Belier o lop: formada a partir de grandes conejos regionales ingleses, esta raza pesa entre 5 y 7 kg. En el «belier inglés» original de 1720 se admitían todas las capas. Otros países adoptaron la raza y la seleccionaron según sus preferencias, existiendo variedades francesa, neerlandesa y alemana entre otras. El «belier inglés» tiene la cabeza grande y ancha de perfil convexo, orejas largas y caídas a ambos lados de la cabeza y ojos pardos. Cuello imperceptible, cuerpo bien conformado, hombros altos, grupa inclinada y extremidades fuertes. Esta raza también es usada como animal de compañía debido a sus originales rasgos físicos como sus largas orejas y a su vivo carácter, habiéndose conseguido variedades enanas y miniatura de la raza.
- Californiano o ruso grande: raza formada en California en 1928 por Western con el objetivo de crear una raza de doble actitud cárnica-pelo. Para ello se cruzaron conejos de raza «rusa» con raza «chinchilla» y los machos resultantes con hembras de «neozelandés» para estabilizar la raza. Capa blanca con ojos rosados y pigmentaciones negros en lugares concretos: hocico, orejas, patas y cola. Esto se debe a que la enzima responsable de la pigmentación negra solo actúa a menos de 30 °C y, por tanto, en las zonas más frías del cuerpo. Al no ser albinos son menos exigentes en cuanto a temperatura. Pesa entre 4 y 5 kg. Tiene cabeza redondeada, orejas largas y erectas con la punta redondeada. Cuello corto y grueso con posible papada manifiesta en hembras. Tronco robusto y bien conformado, hombros a la altura de la grupa, grupa plana y extremidades fuertes. Aunque en general son de carácter dócil, suelen desconfiar de personas o animales extraños llegando a inquietarse en exceso. Incluso las hembras pueden llegar a abandonar a las crías si oyen un ruido fuerte. Posee un buen rendimiento a la canal y una carne muy sabrosa.
- Chinchilla: raza creada en Francia a partir de conejos silvestres cruzados con «Himalaya» y «azul de Beveren» en 1913 y mejorada en Alemania al «chinchilla gigante» en torno a 1920. No se debe confundir con el roedor chinchilla de Sudamérica cuyo color da nombre a esta raza. El «chinchilla normal» pesa en torno a 3 kg y es usado principalmente por su piel, siendo su carne algo secundario. Sin embargo, las variedades «chinchilla americano» (de 4,5 a 5 kg) y el «chinchilla gigante» (en torno a 6 kg) son apreciados por su carne. Cabeza mediana y de mayor finura en hembras. Orejas medianas e inclinadas levemente hacia atrás. El cuerpo de la variedad normal es corto y rechoncho, con extremidades cortas y fuertes. La variedad gigante tiene el cuerpo cilíndrico con el torso bien conformado, hombros a la altura de la grupa, grupa plana y extremidades fuertes.
- Gigante de España: creada a principios del siglo XX, está en franca decadencia desde la introducción de las razas «neozelandesa» y «californiana» en los años 1960, hecho que se agravó aún más tras la industrialización de la cunicultura en los 1980, donde la raza estuvo a punto de desaparecer. Actualmente, se está intentando recuperar y fomentar sus condiciones de rusticidad y como banco de genes. Capa parda con tonos leonados o grisáceos. Pesa entre 5 y 8 kg. Orejas grandes y erectas, ojos pardos, cabeza grande, papada presente solo en hembras y extremidades fuertes. Los machos se muestran muy activos y persistentes en presencia de conejas mientras que estas tienen un comportamiento nervioso todo el tiempo.
- Gigante de Flandes: raza muy antigua, datada del siglo XVI. Fue formada en Bélgica, en la región de Flandes, a partir de conejos regionales. Pelo corto y liso de color gris-marrón aunque se admiten diversas variedades, desde albino con ojos rojos hasta negro, pasando por una gran gama de grises y azules. Pesa entre 6 y 8 kg, siendo una efectiva raza mejoradora de tamaño. Cabeza redondeada de perfil recto, orejas largas, anchas y erectas acabadas en punta redondeada. Cuello corto y papada solo apreciable levemente en hembras. Cuerpo largo y ancho, tronco bien desarrollado, hombros bajos, grupa plana y patas fuertes. Su lento crecimiento, su poca rusticidad y la fibrosidad de su carne no la hacen competente en cuanto a cría industrial aunque se usa como línea madre para mejorar el tamaño de otras razas.
- Liebre Belga: aparece en Bélgica alrededor de 1880 a partir de cruzamientos de «gigante de Flandes». En un principio solo existía la capa rojo agoutí, pero actualmente los criadores han introducido las capas rojo intenso acanelado (pelos negros dispersos por todo el cuerpo) y albino. En cualquier caso el pelo es muy brillante. Su peso ronda los 3 a 4 kg. Su cuerpo delgado y arqueado, sus largas orejas y su enérgico temperamento dan a la raza el pseudónimo de liebre a pesar de ser un conejo doméstico. En cualquier caso su cuello está bien pronunciado, su cuerpo es muy largo y estilizado, su tronco está bien desarrollado, sus hombros quedan altos, su grupa baja, sus patas son largas y defectuosas.
- Mariposa Francés: raza originada en el siglo XIX a partir de una mutación de «gigante de Flandes» en Francia. Su capa es blanca con manchas negras esparcidas, algunas en lugares concretos: una raya negra que recubre todo el dorso, orejas negras, unos círculos negros alrededor de los ojos y una mancha en la nariz. Los particulares rasgos de su cara recuerdan a los de una mariposa, de donde recibe su nombre. El tercio posterior del animal está repleto de manchas negras. También existen la capa mariposa habana y mariposa azul, aparte de la ya descrita mariposa negra. Pesa entre 3,5 y 4 kg aunque la variedad «mariposa gigante francés» puede llegar a sobrepasar los 6 kg. Los ojos son castaños, orejas erectas y gruesas, cuello con papada abundante. Cuerpo esbelto y cilíndrico. Tronco bien desarrollado, hombros a la altura de la grupa, grupa plana y extremidades fuertes. De carácter dócil, esta raza se usa actualmente más para hobby que por su aptitud cárnica debido a la original distribución de su vello.
- Neozelandés: conejo muy extendido por todo el mundo al que incluso se puede considerar de doble actitud carne-pelo. Nacido en 1912 en Estados Unidos con la función de producir carne. En un principio la única capa era leonada, pero los cruzamientos posteriores con «blanco americano» y «angora» dieron la variedad blanca tan cotizada por los peleteros por la facilidad que tiene de ser teñida, y los cruces con la raza «chinchilla» dieron lugar a la variedad negra. El pelo es suave y brillante en todas las variedades. Pesa entre 4 y 5 kg. Cabeza redonda y orejas erguidas con la punta redondeada. Cuello corto y grueso como es habitual en razas destinadas a carne. Presencia de papada en hembras. Las hembras son muy fértiles, producen abundante leche y son buenas madres. En general es una raza prolífica, con buenos índices de crecimiento y buen rendimiento a la canal.
- Ruso o Himalaya: pesa de 2 a 2,5 kg aunque se ha obtenido una raza de iguales características, pero de mayor peso llamado «gigante ruso». Tiene el pelo corto y fino. Su capa es blanca pura con la nariz, orejas, patas y cola de color negro. Cabeza corta y ancha en machos, algo más alargada en hembras. Orejas finas y cortas, muy próximas entre sí y echadas levemente hacia adelante. Su carne es de excelente calidad.
- Satín: raza originaria de Estados Unidos durante la primera mitad del siglo XX a partir de una mutación en una camada de raza «Habana». Debido a una mutación, su vello exterior posee una cubierta cristalina que le otorga un intenso brillo a su capa. Todas las capas están aceptadas en esta raza. Su peso oscila entre 3 y 3,5 kg. Es una raza que puede ser usada de triple actitud carne-pelo-piel. Buen rendimiento a la canal, buenas madres, alto índice de crecimiento unidos a sus atractivos colores hacen de esta una raza muy versátil.

### Razas peleteras
- Habana: el primer conejo de esta raza apareció en Holanda en 1898. Se sospecha que fue un cruce de «conejo holandés» con otras razas sin determinar, de donde salió un conejo pequeño y redondeado, de cabeza también pequeña y cuello corto. Esta raza, en un principio solo de capa chocolate, fue ganando fama por toda Europa a principios del siglo XX y ya en su segunda mitad aparecieron las capas azul y negra aunque la más popular continúa siendo la capa chocolate. Pesa de 2 a 3 kg. Cabeza redonda y ancha, de mayor finura en hembras. Orejas erguidas y pequeñas, ojos castaños y no se admite papada en ninguno de los dos sexos.
- Rex: la raza Rex apareció en Francia en 1919 en una granja de propiedad de M. Goyon, quien encontraba entre las crías de una hembra «liebre belga» conejos raquíticos y con una fina vellosidad corporal debida a la ausencia de pelo largo de protección. Cruzó entre sí tales animales, manteniendo el característico pelo corto hasta formar la raza actual. En un principio, el único color de la raza era castor, aunque actualmente se han fijado prácticamente todos los colores: azul, chinchilla, gris perla lince, zibelina, zibelina azul, gamuza, nutria, oro, habana, blanco, negro, dálmata y tricolor. La cabeza del macho es fuerte y es más alargada en la hembra. Orejas largas, juntas y puntiagudas. Cuello corto y en hembras puede existir una ligera papada. Tronco bien desarrollado, hombros a la altura de la grupa, la cual es plana. El suave y sedoso subpelo que queda al descubierto lo hacen muy apreciado por la industria peletera. A nivel cárnico, a pesar de ser una raza compacta y musculosa se enfrenta al problema que para el pelaje se requieren animales de unos siete meses, momento en el cual la carne ya es demasiado madura.

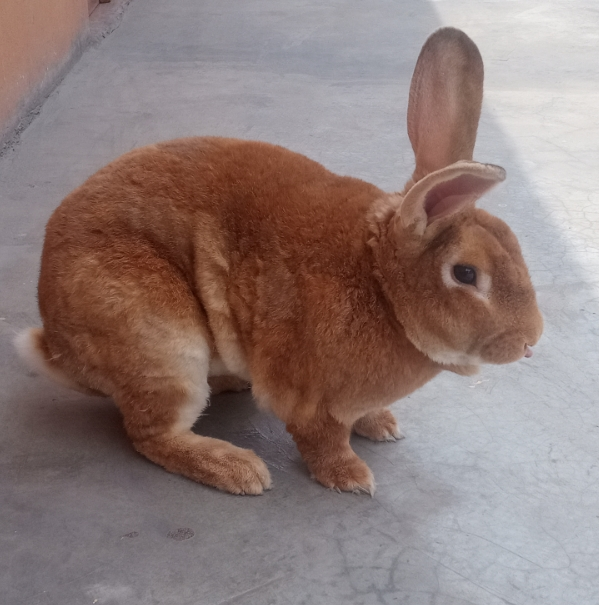
Conejo de raza Rex

### Razas de pelo
- Angora: la «raza de Angora» es la única explotada por su pelo a nivel mundial. Su origen es un tanto incierto aunque la creencia más extendida es que tiene su origen en Ankara (Turquía) y posteriormente fue mejorada en la Europa mediterránea, siendo Francia la fijadora de sus caracteres y siendo mejorada por Inglaterra después. También es posible que su nombre provenga de su parecido al gato de Angora. En cualquier caso se trata de una raza muy antigua, de principios del siglo XVIII, aunque no fue descrita como raza hasta finales del siglo XIX.

En 1744 existían ya dos tipos bien diferenciados: el «angora inglés», caracterizado por el penacho de su cabeza, y el «angora francés», con pelos de protección en la superficie y lana de subpelo. Este último es el que menos cuidados requiere de todos los conejos Angora y fue cruzado con la raza «satín» para formar el «angora satín» cuya brillante y sedosa lana está muy bien valorada por la industria textil aunque su productividad es bastante escasa.
El «angora alemán» o «conejo de seda», poseedor de una gran belleza estética, fue formado por Mayers como resultado del cruce con algunas razas locales alemanas. De ahí pasó a Suiza donde existían conejos de 6 cm de pelo, pero color pardo o grisáceo con los que fue cruzado para formar el «angora suizo».
El tipo Italia es el resultado de cruzar entre sí los tipos francés, inglés y alemán. Como resultado surgió el «angora italiano» que reúne las condiciones estéticas, cualidades caloríficas, flexibilidad, facilidad a la torsión en el hilado y suavidad al tacto de todos ellos, con algunas modificaciones adaptándose perfectamente a las exigencias de la industria.
Por último, el «gigante de Angora» es el más eficiente y económicamente rentable de todos los conejos de Angora, con una elegante lana y unas producciones capaces de satisfacer al mercado.
No obstante, no todas las razas anteriormente citadas están oficialmente reconocidas como tales. Al ser ejemplares elegidos por su pelo y con tal cantidad de sub-razas sus cualidades no son uniformes y es difícil establecer un patrón racial para sus características físicas.
- Zorro suizo: esta raza era poco común hasta finales del siglo XX. Sus orígenes son inciertos aunque se achacan a conejos autóctonos alemanes o suizos. Las capas aceptadas son albina, azul, negra y habana, sin ser nunca demasiado brillantes. Lo más característico de esta raza es su largo pelaje, de más de 5 cm de largo. Pesa de 2,5 a 3 kg. Cabeza bien conformada, hocico bien conformado, ojos del mismo color que la capa (excepto albino, que los tiene rojos) y cuello poco destacable. Su cuerpo es en general fuerte y musculoso, lo que lo hace también interesante para la industria cárnica. Extremidades de mediana longitud y robustas. Las particularidades de su pelaje requieren excesivos cuidados por lo que no suele ser una mascota habitual. Además, es propenso a contraer toda clase de enfermedades relacionadas con la piel. Compitiendo en concursos, se debe tener en cuenta que la longitud de su pelo no sobrepase las medidas expuestas.